# Sainte-Thorette
Sainte-Thorette is een gemeente in het Franse departement Cher (regio Centre-Val de Loire) en telt 425 inwoners (1999). De plaats maakt deel uit van het arrondissement Vierzon.

## Geografie
De oppervlakte van Sainte-Thorette bedraagt 26,6 km², de bevolkingsdichtheid is 16,0 inwoners per km².
De onderstaande kaart toont de ligging van Sainte-Thorette met de belangrijkste infrastructuur en aangrenzende gemeenten.

## Demografie
Onderstaande figuur toont het verloop van het inwonertal (bron: INSEE-tellingen).